# Neope pulaha
Neope pulaha, el laberinto veteado, es una especie de mariposa satirina asiática.

## Subespecie
- Neope pulaha pulaha (Bután, Sikkim, Assam a Birmania, este de Nepal y sur del Tíbet)
- Neope pulaha didia Fruhstorfer, 1909 (Taiwán)
- Neope pulaha pandyia (Talbot, 1947) (Himalaya noroccidental, Nepal occidental)
- Neope pulaha emeinsis CL Li, 1995 (sichuan occidental)
- Neope pulaha nuae Huang, 2002 (Yunnan)
- Neope pulaha pulahoides (Moore, [1892]) Indochina – puede ser una buena especie